# 아는 것이 힘이다
'아는 것이 힘이다'는 16세기부터 17세기에 걸친 잉글랜드의 철학자 프랜시스 베이컨의 주장에 근거하는 격언이다. 라틴어로는 "scientia potentia est", 영어로는 "knowledge is power"로 나타낸다.

## 출전 및 정확한 주장

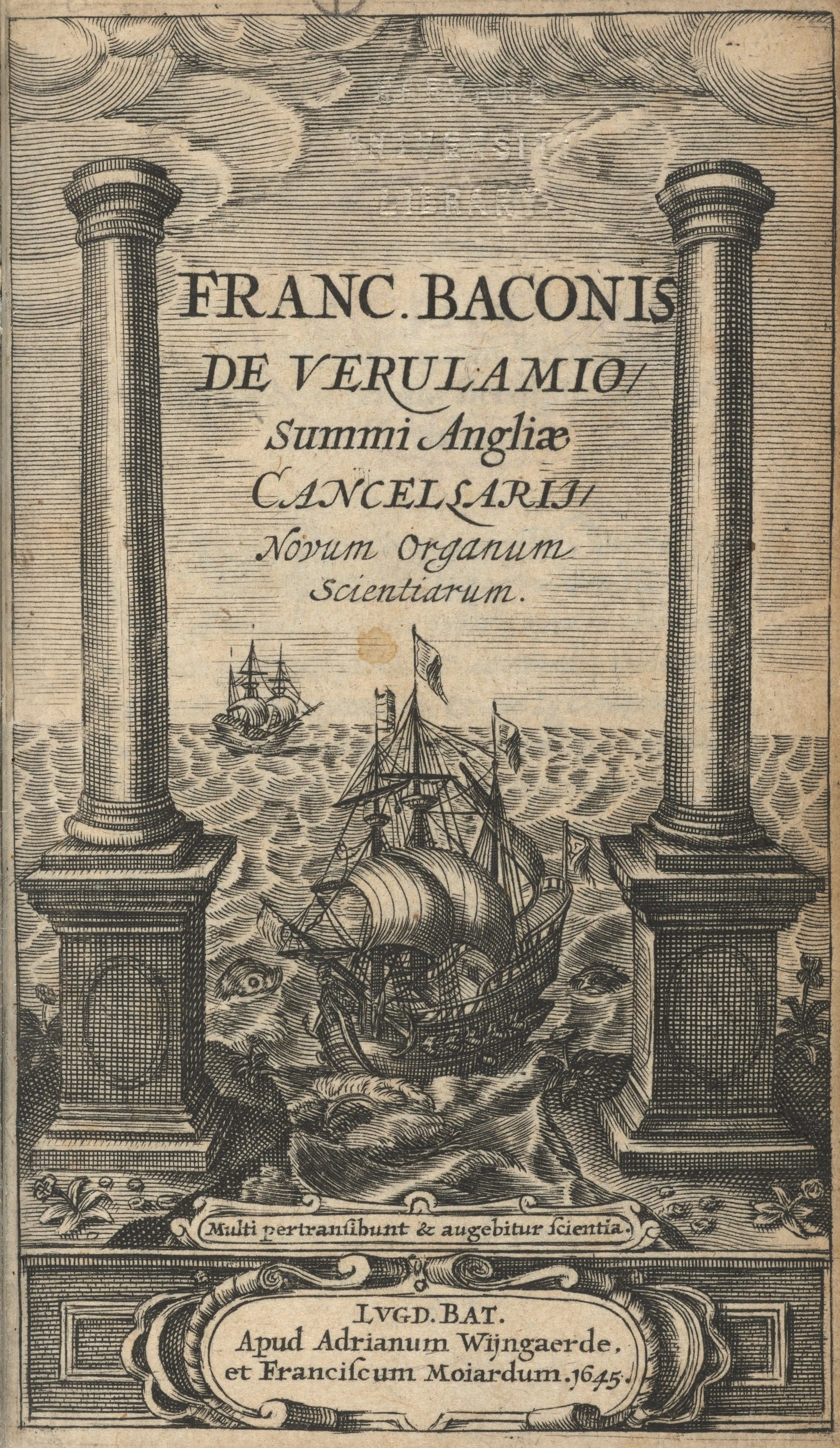
'노붐 오르가눔'표지

실제로는, 본항목의 격언이 세세한 부분 그대로 베이컨에 의해서 기록된 것은 아니다. 그러나, 베이컨은 같은 주장을 적어도 2도에 걸쳐서 서술하고 있다.
제1은, 1597년에 쓰여진 수상 "Meditationes Sacræ. De Hæresibus" ('성스러운 명상. 이단의 론에 대해')이며, 그곳에서는 '그리고 그러므로, 지식 그 자체가 힘이다' (Nam et ipsa scientia potestas est)라는 문언이 있다.
제2는, 1620년에 쓰여진 그의 주요 저서 '노붐 오르가눔' 제1권 '경구'에서이다. 해당 개소를 아래에 나타낸다. 덧붙여 강조 및 []안의 보충은 인용자에 의한다.

- I. 자연의 하인 한편 해석자인 인간은, 자연의 행동에 대한 사실 또는 사고안에 관측할 수 있던 만큼만을, 실행·이해 가능하다. 이를 넘어서는, 아무것도 아는 것이 없고, 아무것도 실시할 수 없다.
- II. 인간의 맨손이든, 이해력이든, 그것만으로는, 충분한 결과를 가져오는 것은 불가능하다. 도구나 보조 기구를 이용해야만, [인간의 손에 의해서] 일은 이루어지지만, 그것들 [도움이 되는 도구]은 손 만이 아니라 이해력에도 필요하게 되고 있다. 솜씨에 있는 도구가 기능을 가져와 손을 이끌듯이, 정신의 도구도 이해력과 주의력을 보강한다.
- III. 인간의 지식과 힘은 일치한다, 왜냐하면, 원인을 모르면, 결과를 낳는 것도 할 수 없기 때문이다 (Scientia et potentia humana in idem coincidunt, quia ignoratio causae destituit effectum). 자연을 지배하기 위해서는, 자연스럽게 시중들지 않으면 안 된다. 사색에서의 원인은, 작업에서의 규칙에 대응한다.
- IV. 일을 완수하기 위해서, 인간이 생기는 유일한 일은, 자연의 실체를, 정리하거나 뿔뿔이 흩어지게 하거나 하는 것 뿐이다. 나머지는, 자연의 성질에 의해서, 자연의 내부로 이루어진다.
- (제5항 이하는 생략)

요약하면, 베이컨은, 자연의 행동 (인과성으로 말하는 '결과')을 관찰·사색해, 그로부터 추측할 수 있던 지식 (인과성으로 말하는 '원인')을, 정신의 도구로서 실리에 이용하는 (인간이 의도하는 '결과'를 낳는다) 것을 주장하고 있다. 베이컨은, 그이전의 서양 철학 (특히스콜라 철학)에서 주로 이용된 연역법이 아니고, 자연의 머슴으로서 자연에 대한 진지한 관측을 중시한 귀납법을 제언하고 있는 것이다.

## 기원
유사한 격언은, 이미 '구약 성서' '잠언' 24장 5절에서 볼 수 있다. '지혜로운 남자는 용감하게 행동하고 지식을 갖춘 남자는 힘을 발휘한다' (신공동역 성서)가 그것이다. 그러나, 지식 만이 아니라 지혜도 이와 같이 반주하고 있는 점으로 베이컨의 주장과는 다르다.

## 후세에의 영향

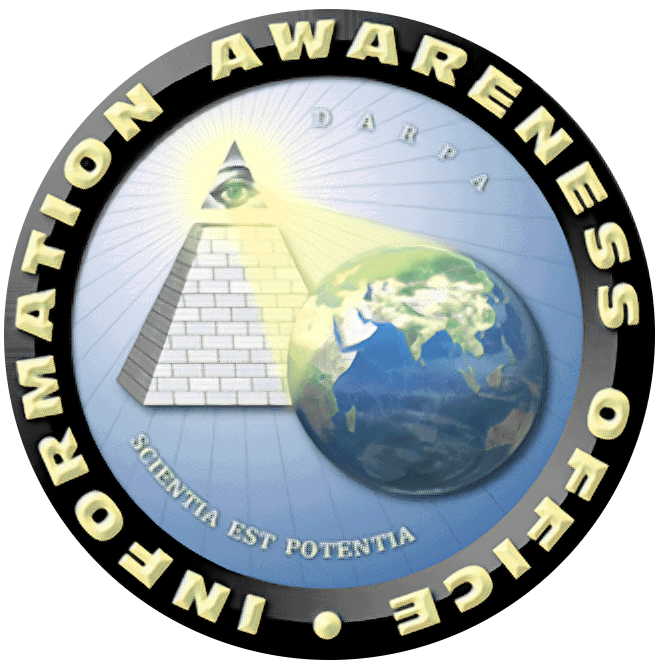
정보 인지국 (IAO)의 로고 마크

이 격언으로 대표되는 프랜시스 베이컨의 사상은 경험론을 낳아, 현재의 과학적 방법의 토대의 하나가 되었다. 현대 영어로 '과학'을 의미하는 science는, 라틴어의 '지식 'scientia를 어원으로 하고 있다.
덧붙여 근현대의 전쟁에서, 한층 더 중요성을 높이고 있는 정보전을 나타내는 표어로서 이용되는 일이 있다. 예를 들어, 미국의 DARPA 관할 하에서 테러리스트가 발하는 신호의 감청이나 테러리즘의 활동 감시를 실시하는 미국 정보 인지국 (IAO)의 로고에 이 격언 (Scientia est potentia)이 나타나고 있다.

## 패러디
조지 오웰의 디스토피아 소설 《1984년》에서는, 작중의 정부는 '무지(無知)는 힘이다'(Ignorance is strength)를 슬로건으로 하고 있다. 이는, '아는 것이 힘이다'의 패러디이다.

## 같이 보기
- 경험론
- 프랜시스 베이컨 (철학자)